# Мойган
Мойган (бур. Мойһон — черёмуха) — село в Заларинском районе Иркутской области России. Административный центр Мойганского муниципального образования.

## География
Село находится на расстоянии примерно 30 км к юго-западу от рабочего посёлка Залари, административного центра района.

## Население
| 2002 | 2010 | 2011 | 2012 |
| ---- | ---- | ---- | ---- |
| 595  | ↘524 | ↘523 | ↘515 |

### Половой состав
По данным Всероссийской переписи, в 2010 году в селе проживали 524 человека (246 мужчин и 278 женщин).